# سررو نیکلسون
سررو نیکلسون (به اسپانیایی: Cerro Nicholson) یک آتشفشان در پرو است. سررو نیکلسون ۲٬۵۲۵ متر بالاتر از سطح دریا واقع شده‌است.